# Josep Maria Balcells i Gené
Josep Maria Balcells i Gené (l'Espluga Calba, Garrigues, 27 de novembre de 1940) és un polític i periodista català, diputat al Parlament de Catalunya en la VIII Legislatura 

## Biografia
Llicenciat en filosofia i lletres per la Universitat de Barcelona i periodista de professió. Ha treballat en diversos mitjans audiovisuals: la Cadena SER, Ràdio Nacional d'Espanya (RNE), Televisió Espanyola (TVE), COM Ràdio i Barcelona Televisió. Ha estat corresponsal de TVE al Vaticà (1990-1991), director de Ràdio Nacional d'Espanya a Catalunya (1992-1996), cap de Premsa de l'Ajuntament de Barcelona (1996-1999), sotsdirector de COM Ràdio (1999-2001) i director adjunt de Barcelona Televisió (2001-2006). Ha rebut el Premi Ciutat de Barcelona (1986). A les eleccions al Parlament de Catalunya de 2006 fou elegit diputat a les llistes del PSC-PSOE. El 2015 va donar suport a la confluència d'esquerres Catalunya Sí que es Pot. És membre del Consell Nacional de Catalunya en Comú.